# GP2 bahreini nagydíj
A bahreini nagydíj kisebb megszakításokkal a kezdetektől fogva a GP2-es versenyszéria része. A futamokat a Szahír melletti versenypályán rendezik meg. 
2012-ben és 2015-ben rendhagyó módon nem egy, hanem két versenyhétvégét rendeztek ezen a néven. Előbbi esetben egy hét eltéréssel, míg utóbbi alkalommal a szezon első, és tizedik versenyhétvégéje zajlott a pályán, s első alkalommal volt GP2-es nagydíj a Hosszútávú Világbajnokság betétfutama.

## Időmérőedzés nyertesek
| Év   | Pilóta              | Csapat             | Idő      | Összefoglaló                 |
| ---- | ------------------- | ------------------ | -------- | ---------------------------- |
| 2005 | Nico Rosberg        | ART Grand Prix     | 1.44:643 | 2005-ös GP2 bahreini nagydíj |
| 2007 | Luca Filippi        | Super Nova Racing  | 1.40:873 | 2007-es GP2 bahreini nagydíj |
| 2012 | Davide Valsecchi    | DAMS               | 1.41:200 | 2012-es GP2 bahreini nagydíj |
| 2012 | Giedo van der Garde | Caterham Racing    | 1.42:451 | 2012-es GP2 bahreini nagydíj |
| 2013 | Fabio Leimer        | Racing Engineering | 1.39:427 | 2013-as GP2 bahreini nagydíj |
| 2014 | Jolyon Palmer       | DAMS               | 1.38:865 | 2014-es GP2 bahreini nagydíj |
| 2015 | Stoffel Vandoorne   | ART Grand Prix     | 1.39:237 | 2015-ös GP2 bahreini nagydíj |
| 2015 | Pierre Gasly        | DAMS               | 1.39:572 | 2015-ös GP2 bahreini nagydíj |

## Nyertesek
| Év   | Főverseny nyertese | Nyertes csapat     | Sprintverseny nyertese | Nyertes csapat |
| ---- | ------------------ | ------------------ | ---------------------- | -------------- |
| 2005 | Nico Rosberg       | ART Grand Prix     | Nico Rosberg           | ART Grand Prix |
| 2007 | Luca Filippi       | Super Nova Racing  | Nicolas Lapierre       | DAMS           |
| 2012 | Davide Valsecchi   | DAMS               | Davide Valsecchi       | DAMS           |
| 2012 | Davide Valsecchi   | DAMS               | Tom Dillmann           | Rapax          |
| 2013 | Fabio Leimer       | Racing Engineering | Sam Bird               | Russian Time   |
| 2014 | Stoffel Vandoorne  | ART Grand Prix     | Jolyon Palmer          | DAMS           |
| 2015 | Stoffel Vandoorne  | ART Grand Prix     | Rio Haryanto           | Campos Racing  |
| 2015 | Stoffel Vandoorne  | ART Grand Prix     | Mitch Evans            | RUSSIAN TIME   |

## Leggyorsabb körök
| Év   | Főverseny leggyorsabb köre | Csapat              | Idő      | Sprintverseny leggyorsabb köre | Csapat               | Idő      |
| ---- | -------------------------- | ------------------- | -------- | ------------------------------ | -------------------- | -------- |
| 2005 | Alexandre Prémat           | ART Grand Prix      | 1:47.766 | Scott Speed                    | iSport International | 1:47.401 |
| 2007 | Kazuki Nakajima            | DAMS                | 1:43.226 | Timo Glock                     | iSport International | 1:44.172 |
| 2012 | Davide Valsecchi           | DAMS                | 1:44.380 | Giedo van der Garde            | Caterham Racing      | 1:45.650 |
| 2012 | James Caladoa              | Lotus GP            | 1:43.964 | Jolyon Palmerb                 | iSport International | 1:46.064 |
| 2013 | Johnny Cecotto, Jr.        | Arden International | 1:45.115 | Nathanaël Berthonc             | Trident Racing       | 1:45.301 |
| 2014 | Artyom Markelovd           | RT Russian Time     | 1:43.604 | Alexander Rossid               | EQ8 Caterham Racing  | 1:45.344 |
| 2015 | Stoffel Vandoorne          | ART Grand Prix      | 1:44.617 | Raffaele Marcielloe            | Trident              | 1:44.715 |
| 2015 | Stoffel Vandoorne          | ART Grand Prix      | 1:43.166 | Marlon Stöckingerf             | Status Grand Prix    | 1:43.817 |

Megjegyzések:
- a: A pontot Valsecchi (DAMS) kapta.
- b: A pontot Razia (Arden International) kapta.
- c: A pontot Bird (Russian Time) kapta.
- d: A pontot Palmer kapta.
- e: A pontot Macusita (ART Grand Prix) kapta.
- f: A pontot Lynn (DAMS) kapta.

## Debütáló pilóták
2007
- Nakadzsima Kazuki  DAMS
- Bruno Senna  Arden International
- Pastor Maldonado  Trident Racing
- Karun Chandhok  Durango
- Andy Soucek  David Price Racing
- Roldán Rodríguez  Minardi Piquet Sports
- Adrian Zaugg  Arden International
- Kohei Hirate  Trident Racing
- Ho-Pin Tung  BCN Competicion
- Sérgio Jimenez  Racing Engineering
- Antônio Pizzonia  Fisichella Motor Sport
- Jamamoto Szakon  BCN Competicion
- Christian Bakkerud  David Price Racing

2013
- Alexander Rossi  Caterham Racing
- Robin Frijns  Hilmer Motorsport

2014
- Artyom Markelov  RT Russian Time
- Raffaele Marciello  Racing Engineering
- Izava Takuja  ART Grand Prix
- Stoffel Vandoorne  ART Grand Prix
- Facu Regalia  Hilmer Motorsport
- André Negrão  Arden International
- Axcil Jefferies  Trident
- Arthur Pic  Campos Racing
- Szató Kimija  Campos Racing

2015
- Alex Lynn  DAMS
- Macusita Nobuharu  ART Grand Prix
- Jordan King  Racing Engineering
- Szergej Szirotkin  Rapax
- Robert Vișoiu  Rapax
- Norman Nato  Arden International
- Marlon Stöckinger  Status Grand Prix
- Richie Stanaway  Status Grand Prix
- Zoël Amberg  Lazarus